# شفیلد اف‌سی

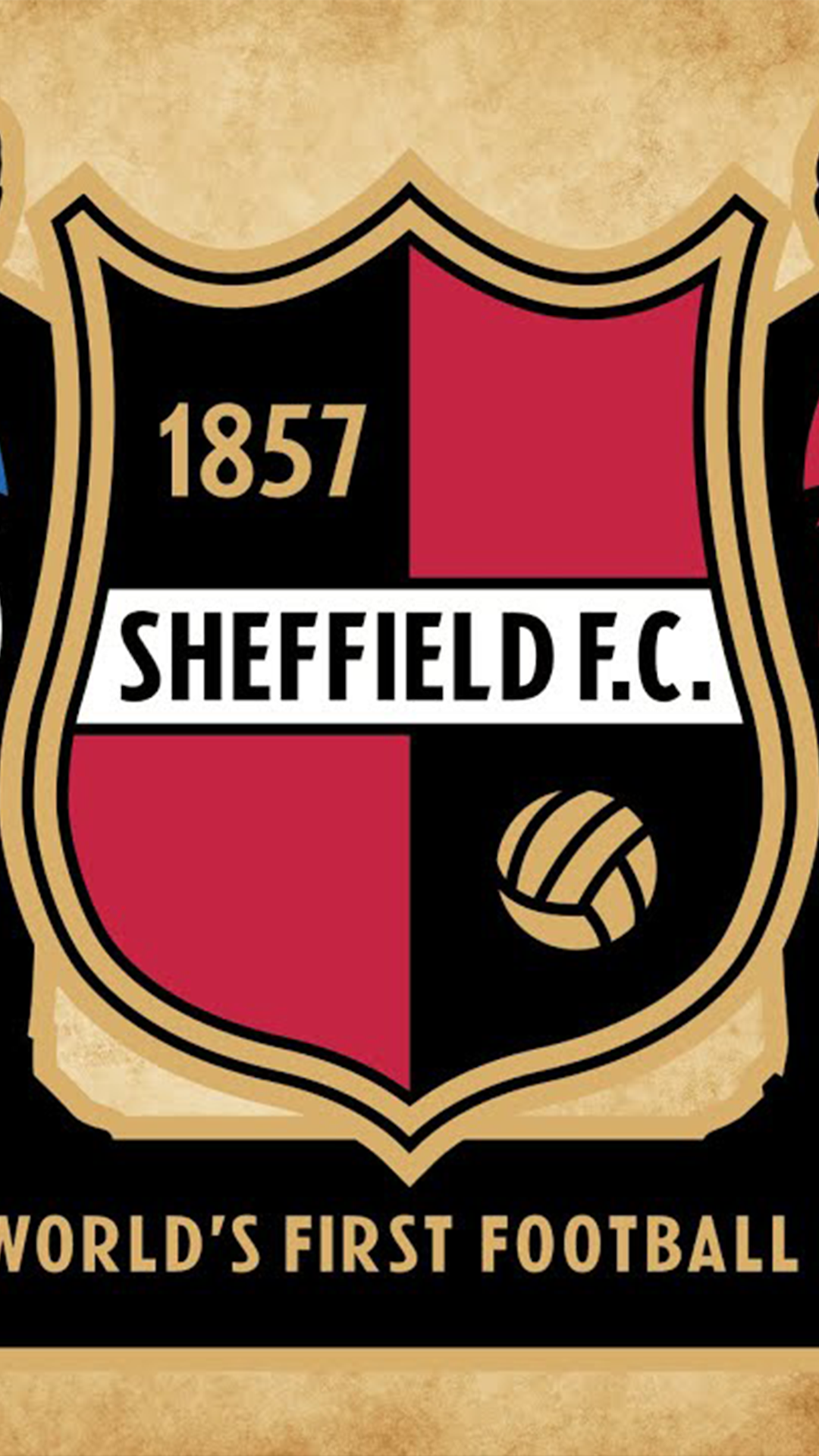

## شفیلد اف‌سی
شفیلد اف‌سی (به انگلیسی: Sheffield Football Club) یک باشگاه فوتبال مستقر در شهر شفیلد انگلستان است که در سال ۱۸۵۷ میلادی تأسیس شد و به‌عنوان قدیمی‌ترین باشگاه فوتبال جهان که هنوز فعالیت دارد، شناخته می‌شود. این باشگاه توسط دو عضو باشگاه کریکت محلی، ناتانل کرس‌ویک (Nathaniel Creswick) و ویلیام پرست (William Prest) بنیان‌گذاری شد.

### تاریخچه
در زمانی که قوانین استانداردی برای بازی فوتبال وجود نداشت، شفیلد اف‌سی قوانین خاص خود را تدوین کرد که به «قوانین شفیلد» (Sheffield Rules) معروف شد. این قوانین تأثیر زیادی بر شکل‌گیری قوانین رسمی فوتبال توسط اتحادیه فوتبال انگلستان (FA) در سال ۱۸۶۳ گذاشتند.
اولین بازی رسمی این باشگاه در سال ۱۸۵۷ برگزار شد. رقابت‌های اولیه اغلب بین اعضای خود باشگاه برگزار می‌شدند (مثلاً متأهل‌ها در برابر مجردها) تا این‌که در سال ۱۸۶۰، شفیلد اف‌سی نخستین مسابقهٔ خود را در برابر باشگاهی دیگر به نام هالام اف‌سی انجام داد که امروزه به‌عنوان قدیمی‌ترین دربی تاریخ فوتبال شناخته می‌شود.

### جایگاه در تاریخ فوتبال
در سال ۲۰۰۴، فیفا به مناسبت بزرگداشت این باشگاه تاریخی، عنوان «باشگاه زادگاه فوتبال» (The World's First Football Club) را به شفیلد اف‌سی اعطا کرد. همچنین در همان سال، شفیلد اف‌سی به عضویت «تالار مشاهیر فوتبال انگلستان» (English Football Hall of Fame) درآمد.
در سال ۲۰۰۷، باشگاه جشن ۱۵۰ سالگی خود را برگزار کرد. در این مراسم، باشگاه‌هایی مانند رئال مادرید، آث میلان و بایرن مونیخ به‌طور رسمی این مناسبت را تبریک گفتند. سپ بلاتر، رئیس وقت فیفا، و پرنس ویلیام نیز پیام‌های تبریکی ارسال کردند.

### وضعیت فعلی
باشگاه شفیلد اف‌سی در حال حاضر در سطح‌های پایین‌تر لیگ‌های فوتبال انگلستان فعالیت می‌کند و به‌عنوان یک باشگاه نیمه‌حرفه‌ای شناخته می‌شود. بازی‌های خانگی این تیم در ورزشگاه تیکنال استادیوم (The Tuffnell Stadium) در دربی‌شر برگزار می‌شود.
این باشگاه در حوزه‌های فرهنگی، آموزشی و اجتماعی نیز فعالیت دارد و به حفظ میراث تاریخی فوتبال کمک می‌کند.

## افتخارات
- دارندهٔ عنوان قدیمی‌ترین باشگاه فوتبال جهان از سوی فیفا
- عضو تالار مشاهیر فوتبال انگلستان
- بنیان‌گذار برخی از قوانین ابتدایی فوتبال